# Scenery (álbum de Ryo Fukui)
Scenery (シーナリィ) es un álbum de Jazz lanzado en 1976 del pianista japonés Ryo Fukui . Fue el primer lanzamiento de Fukui.

## Recepción
El álbum fue prácticamente ignorado en los Estados Unidos, ya que salió en un momento de reducido interés por el jazz. sin embargo, fue muy apreciado por los fanáticos y críticos japoneses por igual. En las décadas transcurridas a su lanzamiento, el álbum ha ganado mayores elogios por la crítica. La destreza y el estilo autodidacta de Fukui le ha valido la comparación con grandes del piano como McCoy Tyner y Bill Evans.

## Listado de canciones
Lado A:
1. It Could Happen to You (Jimmy Van Heusen, Johnny Burke)
2. I Want to Talk About You (Billy Eckstine)
3. Early Summer (Hideo Ichikawa)

Lado B:
1. Willow Weep for Me (Ann Ronell)
2. Autumn Leaves (Joseph Kosma, Jacques Prévert)
3. Scenery (Ryo Fukui)

## Intérpretes
- Ryo Fukui – Piano
- Satoshi Denpo – Contrabajo
- Yoshinori Fukui – batería